# لايا كوستا
لايا كوستا (بالإسبانية: Laia Costa)‏ (مواليد 18 فبراير 1985 في برشلونة)، هي ممثلة إسبانية بدأت مسيرتها الفنية سنة 2011. عملت بالعديد من البلاد كالولايات المتحدة وروسيا وألمانيا والأرجنتين وبريطانيا بالإضافة لإسبانيا.
في يناير 2017 رشحت للفوز بجائزة البافتا للنجم الصاعد لدورها بفيلم فيكتوريا.

## الأعمال
- حداثة (2017)

## وصلات خارجية
- لايا كوستا على موقع IMDb (الإنجليزية)
- لايا كوستا على موقع مونزينجر (الألمانية)
- لايا كوستا على موقع ألو سيني (الفرنسية)
- لايا كوستا على موقع أول موفي (الإنجليزية)
- لايا كوستا على موقع قاعدة بيانات الأفلام السويدية (السويدية)
- لايا كوستا على موقع قاعدة بيانات الفيلم (الإنجليزية)
- لايا كوستا على موقع كينوبويسك (الروسية)